# Мас, Шерил
Шерил Мас (нидерл. Cheryl Maas; род. 28 сентября 1984 года, Уден, Северный Брабант, Нидерланды) — голландская сноубордистка, выступающая в хафпайпе и слоупстайле.
- Участница зимних Олимпийских игр 2006 (в хафпайпе — 11 место) и 2014 (в слоупстайле — 20 место);
- Победитель и призёр этапов кубка мира (всего — 7 подиумов, в том числе — 4 победы);
- Обладательница кубка мира в акробатических дисциплинах (2014-15);
- Бронзовый призёр общего зачёта кубка мира в акробатических дисциплинах (2013-14);
- Серебряный призёр зачёта кубка мира в слоупстайле (2013-14).

## Личная жизнь
Жената на норвежской сноубордистке, серебряной призёрке зимних Олимпийских игр 1998 года в хафпайпе, Стине Брун Хьельдос. После квалификации на зимнюю Олимпиаду 2014 года в Сочи, она критиковала Международный олимпийский комитет за проведение Олимпиады в гей-недружественной России.
7 февраля 2014 года показала на камеру радужную варежку в знак поддержки ЛГБТ, сразу после того как завалила квалификацию

## Результаты выступлений в Кубке мира
| 2014-15 Итоги (AFU) | 2014-15 Итоги (AFU) | Стамбул | ЧМ Крайшберг | ЧМ Крайшберг | Стоунхем | Стоунхем | Парк-Сити | Шпиндлерув-Млин |
| Очков               | Место               | Б-Э     | С-С          | Б-Э          | Б-Э      | С-С      | C-C       | С-С             |
| 4600                | 1                   | 3       | -            | -            | 1        | 1        | 1         | 1               |

| 2013-14 Итоги (AFU) | 2013-14 Итоги (AFU) | Кардона | Купер | Стоунхем | ОИ Сочи | Крайшберг |
| Очков               | Место               | С-С     | С-С   | С-С      | C-C     | C-C       |
| 1800                | 3                   | 3       | 6     | 2        | 20      | -         |

| 2005-06 Итоги (ALL) | 2005-06 Итоги (ALL) | Валле Невадо | Валле Невадо | Саас-Фе | Уистлер | Уистлер | Ле Релайс | Крайшберг | Лезен | Лезен | ОИ Турин | Лейк Плэсид | Фурано |
| Очков               | Место               | Х-П          | Х-П          | Х-П     | Х-П     | Х-П     | Х-П       | Х-П       | Х-П   | Х-П   | Х-П      | Х-П         | Х-П    |
| 500                 | 96                  | 31           | 24           | 10      | 18      | 28      | canc      | -         | -     | -     | 11       | -           | -      |